# Таггард, Женевьева
Женевье́ва Та́ггард (англ. Genevieve Taggard, 28 ноября 1894, Уэйтсбург, Уолла-Уолла, Вашингтон — 8 ноября 1948, Нью-Йорк) — американская поэтесса, литературный критик, общественный деятель.

## Биография
Детство и юность поэтессы прошли на Гавайских островах. В 1919 году окончила Калифорнийский университет. В 1920 году переехала в Нью-Йорк. С 1920 по 1926 год издавала посвященный поэзии журнал «Мера» (« Measure»). В 1930 году вышла в свет книга Таггард «Жизнь и творчество Эмили Дикинсон». В 1935 году побывала в СССР.
Таггард также получила известность как составитель нескольких поэтических антологий.

## Сочинения
- Пламенным любовникам /For Eager Lovers. New York: Thomas Seltzer. 1922.
- Гавайские вершины /Hawaiian Hilltop, Wyckoff & Gelber, 1923
- Майские дни /May Days: An Anthology of Verse from Masses-Liberator, Boni & Liveright, 1925
- Слова для резца / Words for the Chisel, A.A. Knopf, 1926
- Путешествие на месте / Travelling Standing Still, A.A. Knopf, 1928
- The Life and Mind of Emily Dickinson, A.A. Knopf, 1930
- Not Mine to Finish: Poems 1928—1934, Harper & brothers, 1934
- Зов Западного Союза / Calling Western Union, Harper & brothers, 1936
- Собрание стихотворений / Collected Poems: 1918—1938, Harper & brothers, 1938
- Долгим взглядом / Long View, Harper & brothers, 1942
- A Part of Vermont, The River Press, 1945
- Медленная музыка / Slow Music Harper & brothers, 1946
- Origin: Hawaii: poems, D. Angus, 1947

## Переводы на русский язык
- СССР. Стихи. Пер. М. Зенкевич. // Литературная газета. 1939. 20 мая.
- Слышу поет Америка. Сост. и пер И. Кашкина. М., 1960.
- Поэзия США: Сборник. Пер. с англ. Сост., вступит. Статья, коммент А. М. Зверева. М., 1982. С.568-572.